# Geografia do Ceará

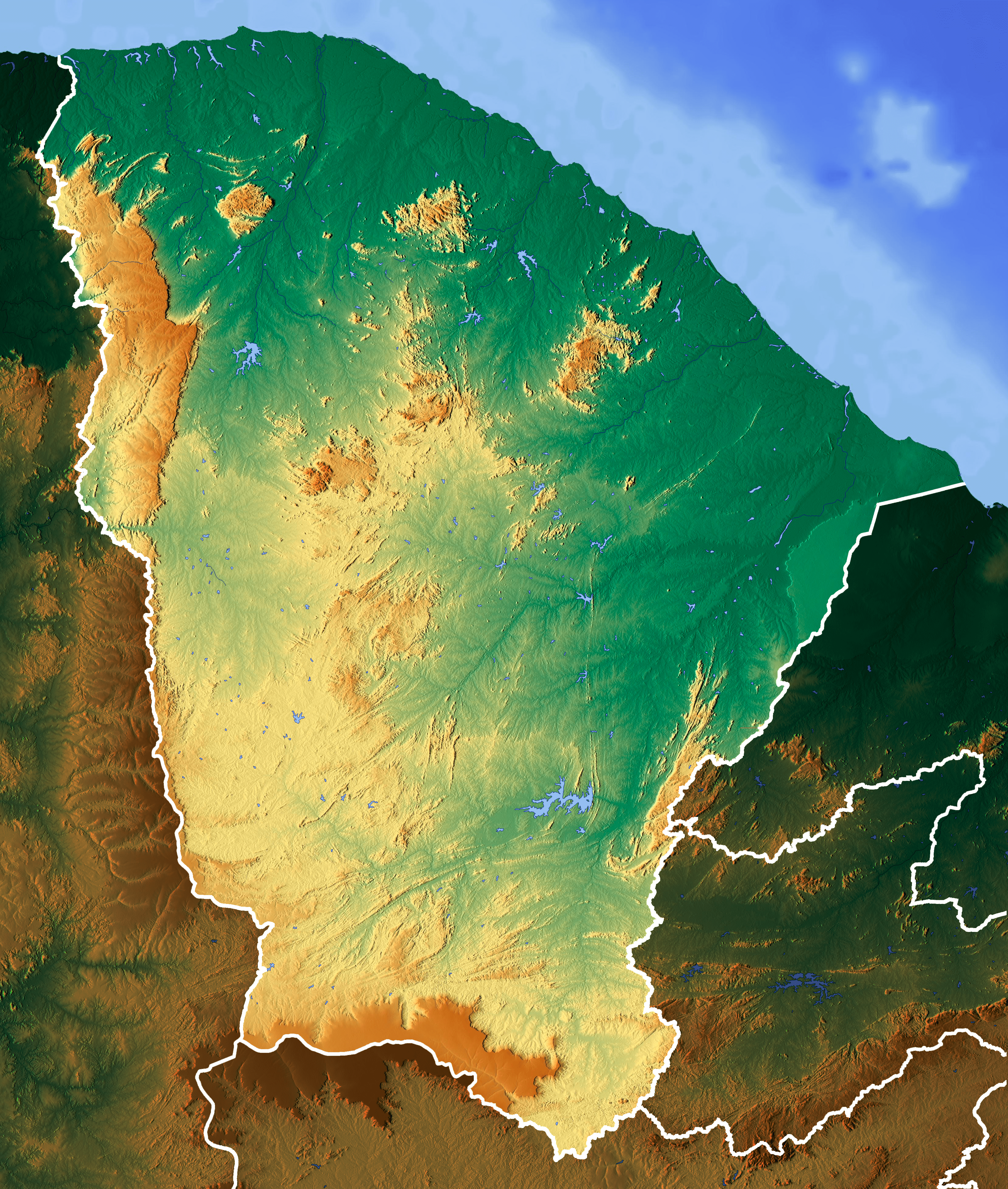
Mapa do relevo do Ceará

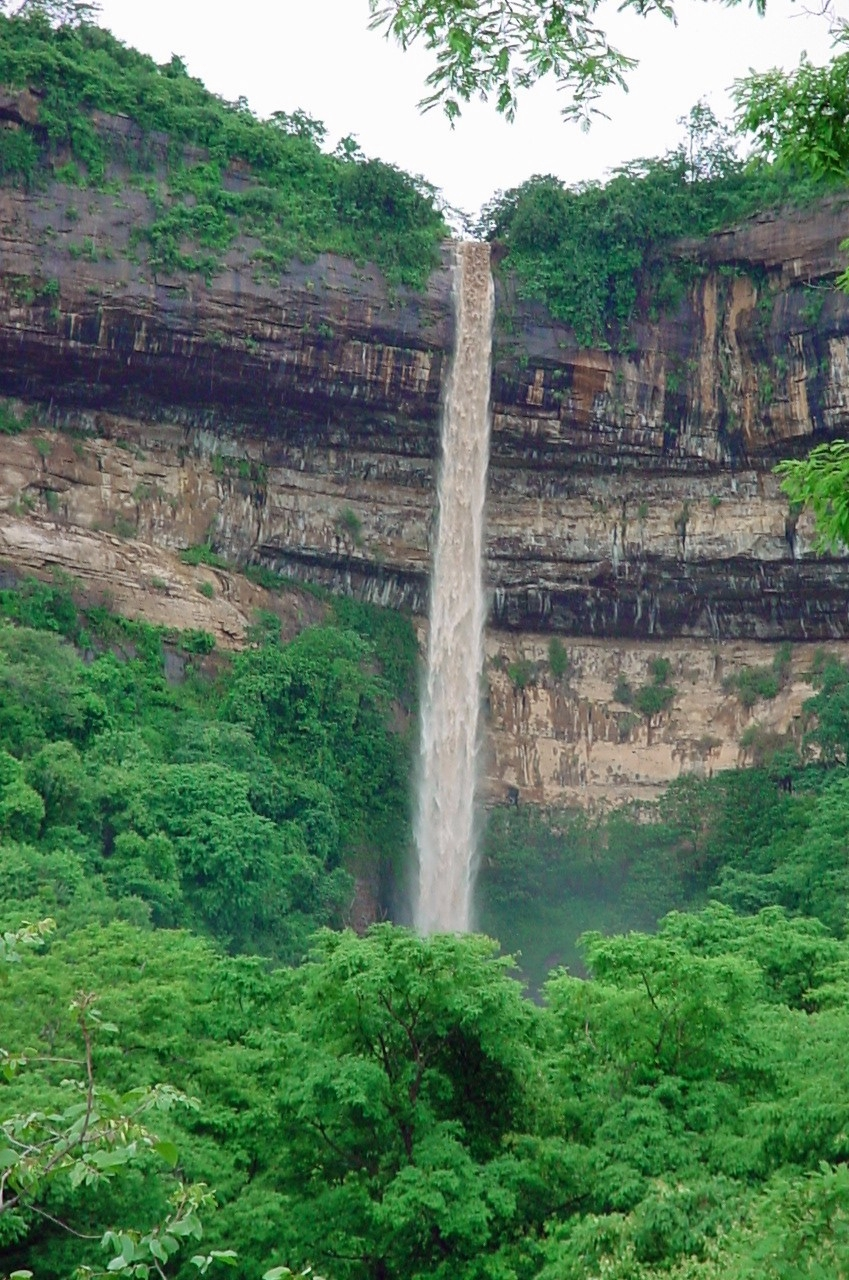
Bica do Ipu localizada na Serra da Ibiapaba

O Ceará é um estado do Brasil, cercado por formações de relevos altos, as chapadas e cuestas: a oeste é delimitado pela Serra da Ibiapaba; a leste, pela Chapada do Apodi; ao sul pela Chapada do Araripe; e, ao Norte, pelo Oceano Atlântico. Por isso o nome de Depressão Sertaneja para a região central do Estado. Aflorando da depressão sertaneja estão, por sua vez, as Serras e Inselbergs.

## Relevo
O relevo do Ceará, localizado na região Nordeste do Brasil, exibe uma grande diversidade, composta por planaltos, serras, chapadas e vales. Essas formações topográficas influenciam diretamente diversos aspectos do estado, desde o clima até a vegetação e a hidrografia. Os planaltos e chapadas, presentes em grande parte do território, desempenham um papel fundamental na distribuição das chuvas e na divisão das águas, enquanto as serras e maciços rochosos conferem à paisagem uma beleza singular. O Vale do Jaguaribe, situado a leste, é uma extensa depressão cortada pelo rio Jaguaribe, sendo uma região de grande importância agrícola. Além disso, as planícies litorâneas ao longo da costa abrigam importantes cidades como Fortaleza e são conhecidas por suas belas praias e dunas.
As chapadas e costas que limitam o território do Ceará são de formação sedimentar, enquanto as várias serras encontradas no interior da Depressão Sertaneja, particularmente contornando à distância a faixa litorânea, são maciços antigos de origem cristalina. As serras úmidas do Ceará são: O Maciço de Baturité também conhecido como Serra de Baturité, a Serra da Meruoca, a Serra de Uruburetama, a Serra de Maranguape e a Serra do Machado.
As serras de relevo mais alto (acima de 605m) possuem clima mais úmido, maiores pluviosidades e vegetação de floresta tropical, especialmente nas vertentes de barlavento. Nas vertentes de sotavento, surgem trechos de caatingas hipoxerófilas, não tão marcadamente distintas do resto da Depressão Sertaneja. Muitas das elevações cristalinas do Sertão cearense, no entanto, não são altas o suficiente para se beneficiar das chuvas orográficas possibilitadas pela maior altitude.
Além das serras de solo cristalino, surgem em todo o Sertão (e, de forma mais peculiar, na região em torno de Quixadá, onde as formações rochosas são numerosas e de formatos às vezes curiosos) os inselbergs, resquícios de um antigo relevo mais alto e já severamente erodido da região. Afora estes, o relevo é bastante regular.
A diversidade do relevo cearense também se reflete na vegetação, que varia desde a Caatinga, típica das áreas mais secas, até áreas de Mata Atlântica e cerrado presentes nas serras e planaltos. Essa riqueza biológica é essencial para a preservação da fauna e flora do estado. Além disso, o relevo exerce influência direta na economia do Ceará, impactando setores como a agricultura e o turismo. Em suma, o relevo do Ceará é um importante patrimônio natural que contribui para a identidade e sustentabilidade da região, sendo essencial sua exploração e preservação.

## Flora e Fauna

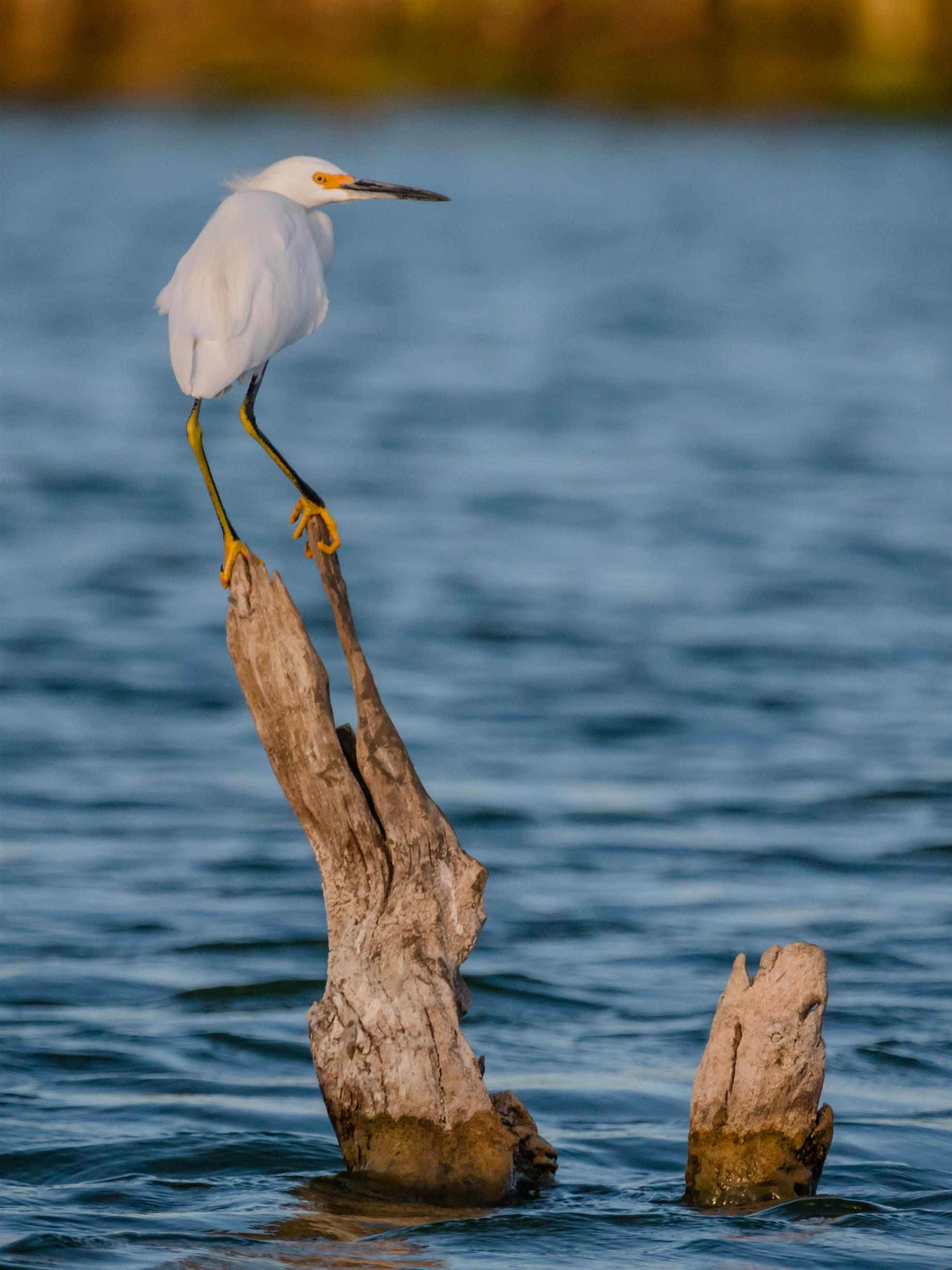
Garça pousada sobre um tronco no Açude Cedro, em Quixadá

O Ceará tem uma diversidade de fauna e flora dispersada por litorais, manguezais, sertões e serras. Entre os biomas do estado está principalmente a Caatinga, mas possui trechos de Cerrado e Mata Atlântica na Serra da Ibiapaba.
O Ceará possuia aproximadamente 2465 espécies de plantas Angiospermas, divididas em 153 Famílias, em pesquisas de 2020. As plantas da Família Arecáceas (palmeiras) são comuns na região, principalmente a Carnaúba, o símbolo do estado, mas entre outras palmeiras comuns estão o Buriti, o Babaçu e o Tucum. Entre outras plantas marcantes estão o Ipê-do-Cerrado, o Mandacaru, o Ingá, a Gameleira, o Jenipapo e o Juazeiro.[carece de fontes?] A planta bulbosa Cebola-de-Calango, é nativa do Ceará e se tornou conhecida mundialmente por colecionadores de bulbos.
A flora cearense também possui grande importância para os povos indígenas do estado, com várias etnias recebendo nome de plantas: Jucás, Icós, Icózinhos, Calabaças (Cabaça), Jenipapos-Kanindés e Jenipapos. Também é notável os municípios cearenses que refletem a flora do estado: Carnaubal, Croatá, Pacujá, Palmácia, Cedro, Umari, Milhã, Mauriti, Pereiro, Limoeiro do Norte, Icó e  Lavras da Mangabeira.
A fauna do estado também é muito rica e o Ceará se tornou o primeiro estado do Brasil a ter um inventário de fauna local, com presença de 2593 espécies de invertebrados e 1275 espécies de vertebrados, incluindo 502 peixes, 443 aves, 140 mamíferos, 133 répteis e 57 anfíbios. As aves possuem grande papel cultural no Ceará, o próprio nome do estado significa "O canto da Jandaia". Entre os pássaros da região estão o Uirapuru-Laranja, a Ema, o Curió, o Bem-Te-Vi, o Urubu-Rei e outros.  Entre os mamíferos estão a Paca, o Veado-Catingueiro, o Tamanduá-Mirim e em algumas regiões do estado havia presença de Antas, Tatu-Canastras, Onças-Pintadas e Onças-Pardas, mas estão quase extintos devido a caça por fazendeiros e sertanejos ao longo da brutal história de colonização no estado. O litoral cearense também é rico em fauna, contando com muitas espécies de peixes, corais e baleias. Também possuiu um núcleo do Projeto TAMAR, próximo uma região indígena do povo Tremembé, no município de Itarema, devido a costa cearense ser um importante local de encontro da Tartaruga-de-Pente.
O Soldadinho-do-Araripe é uma pequena ave endêmica da Chapada do Araripe, uma das regiões mais ricas em fósseis do Brasil. A ave só foi descoberta em 1996 e logo foi registrada como uma espécie em risco de extinção.
A fauna cearense também é notável na etimologia e nomeclatura dos municípios locais: Meruoca, Coreaú, Uruoca, Tururu, Cascavel, Jijoca de Jericoacoara, Ararendá, Acarape, Jati, além das cidades nomeadas pelo Rio Acaraú (Rio das garças): Acaraú e Santana do Acaraú e as cidades nomeadas pelo Rio Jaguaribe (Rio das onças): Jaguaruana, Jaguaribe, Jaguaretama, Jaguaribara e São João do Jaguaribe.

## Clima

Ceará na classificação climática de Köppen-Geiger.

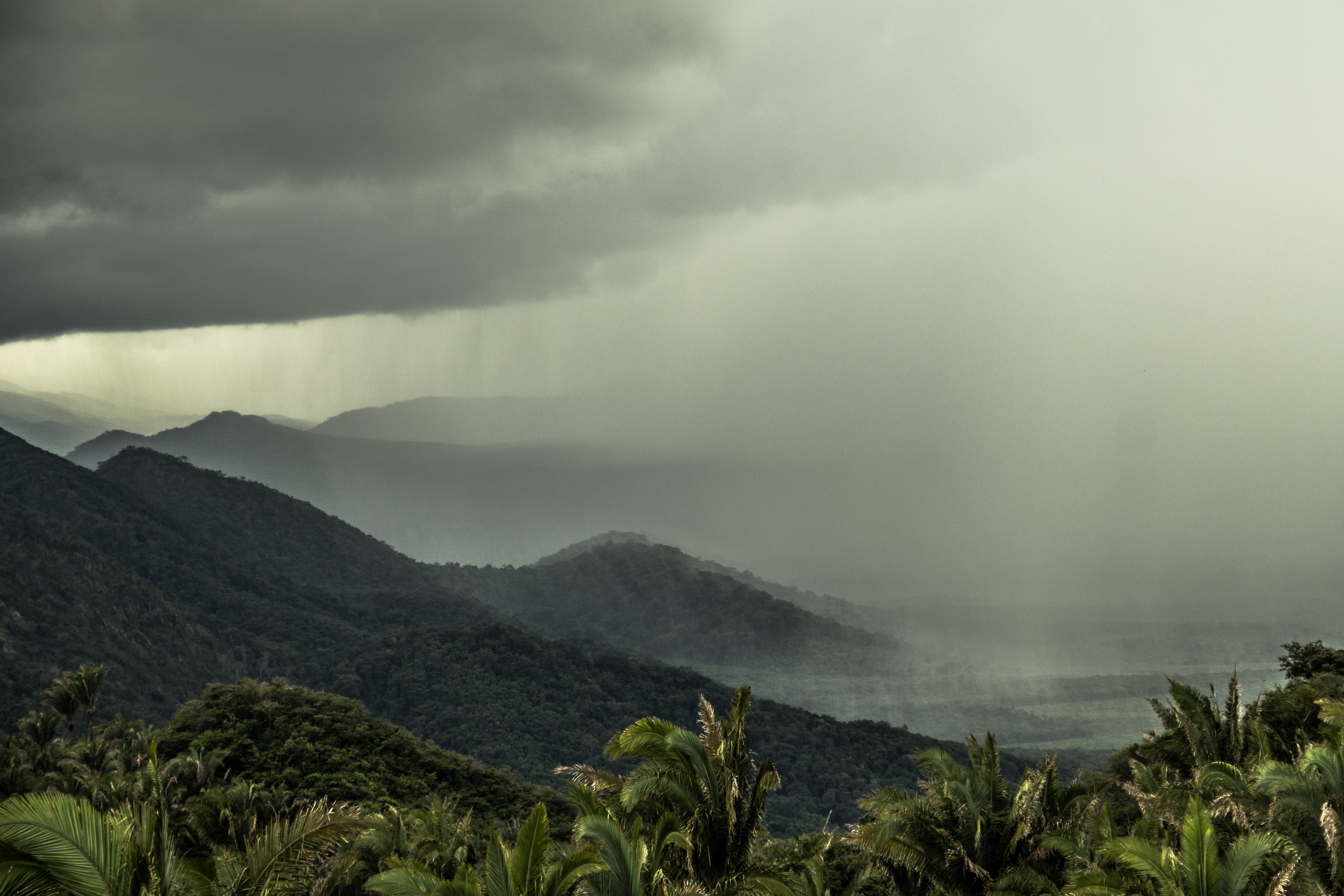
Chuva na região da Chapada da Ibiapaba, em Viçosa do Ceará

No Ceará está no domínio da Caatinga, um bioma semiárido exclusivamente brasileiro, caracterizado por ter seu período chuvoso restrito a 3 ou 4 meses do ano e alta biodiversidade. A forte sazonalidade do bioma faz com que existam fauna e flora adaptadas a tais condições ambientais. Infelizmente, a área protegida dessa vegetação endêmica brasileira é ainda muitíssimo restrita, apesar de sua grande degradação.
O clima é predominantemente semiárido, com pluviosidades que, em trechos da região dos Inhamuns, podem ser menor que 500 mm, mas também podem se aproximar de 1.000 mm em outras áreas caracterizadas pelo clima semiárido brando (presente, por exemplo, na área semiárida do Cariri e nas cidades relativamente próximas à faixa litorânea). A temperatura média é alta, com pequena amplitude anual de aproximadamente 5°C, girando entre meados de 20°C no topo das serras a até 28°C nos sertões mais quentes. No interior, a amplitude térmica diária pode ser relativamente grande devido à menor umidade.
Em pelo menos 8 (oito) meses do ano chove muito pouco e a temperatura média alcança 29 graus em algumas regiões do Sertão. Nos meses de chuva, normalmente fevereiro a maio (devido à irregularidade das pluviosidades, em alguns anos o período de chuvas pode extrapolar esse intervalo ou ser até menor), as temperaturas decrescem um pouco, beirando os 25 graus de média. As amplitudes são relativamente altas, variando desde mínimas de 17°C até máximas próximas a 40°C. Dependendo da localidade, as pluviosidades podem variar de menos de 500mm até perto de 1.000mm anuais, sendo, no entanto, sempre irregularmente distribuídas.

As condições climáticas e de relevo determinam padrões distintos de caatinga, desde as de porte predominantemente arbustivo até à caatinga arbórea. Em especial no Norte do Estado, surgem vastos carnaubais em meio à vegetação típica da caatinga. As serras e o litoral, no entanto, gozam de um clima menos insalubre, com temperatura e umidade mais favoráveis ao verdor.
Nas serras úmidas e chapadas, a caatinga dá lugar, à medida que se eleva a altitude, ao cerradão e à floresta tropical. As pluviosidades, bem mais intensas do que na Depressão Sertaneja, variam de 1.000mm a mais de 2.000mm anuais. Nessas regiões, as temperaturas também variam mais que no resto do Estado: nos meses mais frios (particularmente julho), as mínimas podem chegar a menos de 15°C, mas, nos meses mais quentes (notadamente dezembro), a temperatura pode atingir perto de 35°C. No litoral, predominam os mangues e a vegetação litorânea típica. Mesmo com altitudes muito pouco elevadas, as pluviosidades e a umidade são maiores que na Depressão Sertaneja. As temperaturas médias diárias variam de cerca de 22°C a 32°C.
Em todo o estado, os dias mais frios ocorrem geralmente em junho e julho e os mais quentes, entre outubro e fevereiro. Nas áreas serranas, onde impera o clima tropical semiúmido e, em altitudes mais elevadas, úmido, as temperaturas são mais baixas, com média de 20°C a 25°C, podendo ter mínimas anuais entre 12°C e 16°C. Surgem aí vegetações de cerradão e floresta tropical, e as pluviosidades são mais altas, superando os 1.000 mm. Essas áreas contêm mananciais que banham os sopés dessas regiões, tornando-os propícios à atividade agrícola. É nas serras e próximo a elas, assim como nas planícies aluviais, que se concentra a maior parte da população do interior cearense, com densidades superiores a 100 hab./km², por exemplo, em boa parte do Cariri cearense.
- Temperatura média do litoral: 24°C a 28°C; Média das serras: 20°C a 25°C; Média da Depressão Sertaneja: 26°C a 29°C.

- Fortaleza - Média das mínimas: 23°C; Média das Máximas: 28°C / Mínima absoluta: 19°C; Máxima absoluta: 32°C.la l

## Vegetação

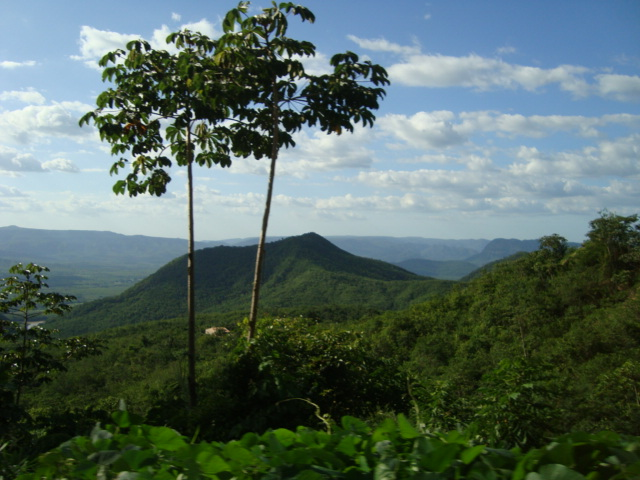
Serra da Ibiapaba.

O estado do Ceará, localizado na região Nordeste do Brasil, é marcado por uma diversidade impressionante de vegetação, principalmente considerando o seu clima semiárido. Essa vegetação é influenciada por fatores como o clima, o relevo e o solo, resultando em diferentes paisagens e ecossistemas.
Uma das formações vegetais mais características do Ceará é a caatinga, que ocupa a maior parte do território. A caatinga é uma vegetação típica do Nordeste brasileiro, adaptada às condições de aridez e irregularidade das chuvas. É composta por árvores e arbustos resistentes à seca, como cactáceas, xerófilas e plantas suculentas. Apesar de parecer árida à primeira vista, a caatinga abriga uma biodiversidade surpreendente, com diversas espécies de fauna e flora adaptadas às condições adversas.

## Demografia
O Ceará é, em termos regionais, o terceiro estado mais populoso do Nordeste, superado por Bahia e Pernambuco, e o oitavo do Brasil. No último censo do IBGE, em 2010, a população cearense era de 8 452 381 habitantes (4,4% da população brasileira), dos quais 75,09% na zona urbana e 24,91% na zona rural. De acordo com o mesmo censo, 51,26% eram do sexo feminino e 48,74% do sexo masculino, resultando em uma razão de aproximadamente 95 homens para cada cem mulheres. Quanto à faixa etária, 66,52% tinham entre 15 e 64 anos, 25,89% menos de quinze anos e 7,59% acima dos 65 anos. A densidade demográfica é de 56,76 hab/km², acima do valor nacional (22,43 hab/km²). A capital, Fortaleza, abrigava sozinha 29% da população cearense. Entre os censos de 2000 e 2010, o crescimento populacional do Ceará foi de 13,93%, valor um pouco superior às taxas regional (11,29%) e nacional (12,48%).
A transição demográfica tem ocorrido rapidamente no estado: a taxa de natalidade, que nos anos 1970 era bastante alta, caiu 17,96‰ em 2008, e a taxa de mortalidade nesse ano estava em 6,41‰. A taxa de fecundidade em 2009 foi de 2,15 filhos por mulher, ligeiramente acima da taxa de reposição da população, o que representou um aumento em relação a 2008, fazendo o Ceará apresentar uma taxa superior à média nordestina. A taxa de crescimento demográfico caiu de uma média de 2,6% na década de 1950 para 1,73% durante os anos 1990. Com a transição demográfica em curso, a proporção de idosos no conjunto da população aumentou de 2,4% em 1950 para 6,72% em 2004, e já em 2009 10,5% dos cearenses possuíam 60 anos ou mais. Em sentido contrário, os jovens de 0-14 anos passaram de 45,7% em 1950 para 28,9% em 2006. Por último, a taxa de urbanização, que em 1940 era de 22,7%, foi estimada em 2006 em 76,4%, tendo se acelerado muitíssimo nas últimas décadas (só em 1980 a população urbana passou a ser majoritária, com 53,1%).
A religião é muito importante para a maior parte da população cearense. O estado é o terceiro mais católico do País, em termos proporcionais, com 86,7% da população seguindo o catolicismo. Em seguida, vêm os protestantes, somando 9,01%; os que não possuem nenhuma religião, com apenas 2,82%; e os fiéis de outras religiões, com 1,34%.